# La Calaverna
La Calaverna är en ort i Mexiko.   Den ligger i kommunen Silao de la Victoria och delstaten Guanajuato, i den centrala delen av landet, 280 km nordväst om huvudstaden Mexico City. La Calaverna ligger 1 774 meter över havet och antalet invånare är 622.
Terrängen runt La Calaverna är huvudsakligen platt, men norrut är den kuperad. Runt La Calaverna är det ganska tätbefolkat, med 207 invånare per kvadratkilometer. Närmaste större samhälle är Guanajuato, 18,2 km nordost om La Calaverna. Trakten runt La Calaverna består till största delen av jordbruksmark.